# Helicoprion
Helicoprion ('spiraalzaag') is een geslacht van langlevende uitgestorven haaiachtige kraakbeenvissen dat ontstond in de oceanen van het Laat-Carboon, 280 miljoen jaar geleden. Het overleefde de Perm-Trias-massa-extinctie en stierf uiteindelijk uit tijdens het begin van het Trias, zo'n 225 miljoen jaar geleden.
Zoals bij de meeste uitgestorven kraakbeenvissen, is het skelet grotendeels onbekend. Fossielen van Helicoprion zijn bekend uit een tijdspanne van 20 miljoen jaar tijdens het Perm, van het Artinskien van het Cisuralien (Vroeg-Perm) tot het Roadien van het Guadalupien (Midden-Perm). De naaste levende verwanten van Helicoprion (en andere eugeneodontiden) zijn de chimaera's, hoewel hun verwantschap erg ver weg is. Aangenomen wordt dat de ongebruikelijke opstelling van de tanden een aanpassing was om zich te voeden met prooien met een zacht lichaam, en mogelijk heeft gefunctioneerd als een ontschilmechanisme voor koppotigen met een hard lichaam, zoals nautiloïden en ammonoïden. In 2013 bleek uit een systematische herziening van Helicoprion via morfometrische analyse van de tandkransen dat alleen Helicoprion davisii, Helicoprion bessonowi en Helicoprion ergassaminon geldig waren, waarbij enkele van de grotere tandkransen uitschieters waren.

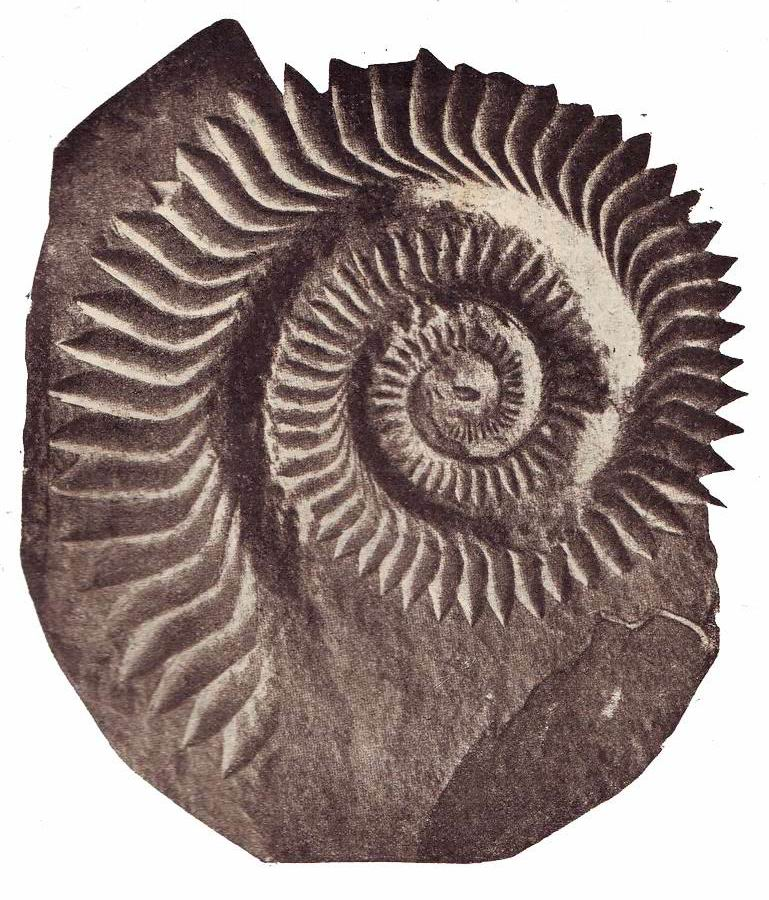
Fossiele tand krans

Fossielen van Helicoprion zijn wereldwijd gevonden, aangezien het geslacht bekend is uit Rusland, West-Australië, China, Kazachstan, Japan, Laos, Noorwegen, Canada, Mexico en de Verenigde Staten (Idaho, Nevada, Wyoming, Texas, Utah en Californië). ). Meer dan vijftig procent van de fossielen die naar Helicoprion worden verwezen, zijn exemplaren van Helicoprion davisii uit de Phosphoriaformatie van Idaho. Nog eens vijfentwintig procent van de fossielen wordt gevonden in het Oeralgebergte van Rusland, behorend tot de soort Helicoprion bessonowi.

## Vreemde onderkaak
Helicoprion had een onderkaak, die kon worden gedraaid. Dit wordt ook wel fossiele tandkrans genoemd. De voorste tanden groeiden spiraalvormig met tot honderdtachtig tanden. In tegenstelling tot de meeste haaien behield het dier zijn tanden, ook al groeiden er nieuwe tanden bij. De oudere tanden bevonden zich in een holte op de symfyse van de beenderen in de onderkaak. De individuele tanden bestonden uit verticale, driehoekige kronen.

## Beschrijving
Net als andere chondrichthyide vissen hadden Helicoprion en andere eugeneodonten skeletten van kraakbeen. Als gevolg hiervan viel het hele lichaam uiteen zodra het begon te rotten, tenzij het door uitzonderlijke omstandigheden werd bewaard. Dit kan het moeilijk maken om precieze conclusies te trekken over het uiterlijk van Helicoprion op het hele lichaam. De lichaamsvorm kan echter worden geschat via postcraniale overblijfselen die bekend zijn van enkele eugeneodonten. Eugeneodontia met bewaarde postcrania omvatten de caseodontoïden Caseodus, Fadenia en Romerodus uit het Pennsylvanien tot het Trias.
Deze taxa hebben een spoelvormig (gestroomlijnd, torpedovormig) lichaamsplan, met driehoekige borstvinnen. Er is een enkele grote en driehoekige rugvin zonder vinstekel, en een lange, gevorkte staartvin die van buiten homocercaal lijkt te zijn (met twee even grote lobben). Dit algemene lichaamsplan wordt gedeeld door actieve roofvissen in open water, zoals tonijnen, zwaardvissen en lamnide haaien. Eugeneodontiden missen ook bekken- en anaalvinnen, en te oordelen naar Romerodus zouden ze brede kielen hebben gehad langs de zijkant van het lichaam tot aan de staartvin. Fadenia had vijf goed belichte kieuwspleten, mogelijk met een rudimentaire zesde kieuw. Er is geen bewijs van de gespecialiseerde kieuwmand en het vlezige operculum dat aanwezig is bij levende chimaeroïden. Op basis van de proportionele grootte van caseodontoïde tandkransen, suggereerde Lebedev dat individuen van Helicoprion met tandkransen met een diameter van vijfendertig tot veertig centimeter een lengte van vijf tot acht meter zouden kunnen bereiken, vergelijkbaar met de grootte van de huidige reuzenhaaien. De grootste bekende tandkrans van Helicoprion, exemplaar IMNH 49382 dat een onbekende soort vertegenwoordigt, bereikte een diameter van zesenvijftig centimeter en een kroonhoogte van veertien centimeter wat zou hebben toebehoord aan een individu van meer dan 7,6 meter in lengte.

### Tandkransen
Bijna alle exemplaren van Helicoprion zijn uitsluitend bekend van tandkransen, die bestaan uit tientallen met emaille bedekte tanden, ingebed in een gemeenschappelijke logaritmische spiraalvormige wortel. De jongste en eerste tand in het midden van de spiraal, ook wel de 'juveniele tandboog' genoemd, is gehaakt, maar alle andere tanden zijn over het algemeen driehoekig van vorm, zijdelings samengedrukt en vaak gekarteld. De tandgrootte neemt toe weg van het midden van de spiraal (abaxiaal), waarbij de grootste tanden mogelijk langer zijn dan tien centimeter. Het onderste deel van de tanden vormt uitsteeksels die schuin onder de kruin van de vorige tand liggen. Het laagste deel van de wortel onder de uitsteeksels van de emailletand wordt de 'schacht' genoemd en ligt op kraakbeen dat de vorige omwentelingen van de krans omhult. In een complete tandkrans eindigt het buitenste deel van de spiraal met een verlengde wortel die de middelste en bovenste delen van de tandkroon mist.

### Kraakbeenachtige schedel
Exemplaren van Helicoprion die meer dan tandkransen behouden, zijn zeer zeldzaam. Het best bewaarde exemplaar van Helicoprion is IMNH 37899 (ook bekend als 'Idaho 4'), aangeduid als Helicoprion davisii. Het werd gevonden in Idaho in 1950 en werd oorspronkelijk benoemd in 1966 door Svend Erik Bendix-Almgreen. Een herbeschrijving uit 2013 door Tapanila en collega's ging gepaard met CT-scanning om de kraakbeenachtige resten in meer detail te onthullen. CT-scanning onthulde een bijna compleet kaakapparaat, gearticuleerd in een gesloten positie met driedimensionale bewaring. Naast de tandkrans behoudt het exemplaar een palatoquadratum (dat de bovenkaak vormt), het kraakbeen van Meckel (dat de onderkaak vormt) en een robuust labiaal kraakbeen dat de tandkrans ondersteunt. Al deze structuren zijn samengesteld uit prismatisch verkalkt kraakbeen, zoals bij moderne chondrichthyiden. Het exemplaar behield geen chondrocranium, de kraakbeenachtige structuur die de hersenen en zintuigen zou hebben gehuisvest. De kaken zijn uitgebreid zijdelings samengedrukt in vergelijking met levende chondrichthyiden, hoewel dit op zijn minst gedeeltelijk een artefact kan zijn van postmortale compressie.
Helicoprion had een autodiastilische kaakophanging, wat betekent dat de binnenrand van het palatoquadratum op twee afzonderlijke punten stevig was vastgemaakt (maar niet gefuseerd) aan het chondrocranium. Deze twee bevestigingspunten zijn het koepelvormige zeefbeenuitsteeksel aan de voorkant van het palatoquadratum en het flensachtige basale uitsteeksel aan de bovenste achterhoek. Autodiastilische kaken komen vaak voor bij vroege euchondrocephaliden, hoewel ze bij moderne dieren alleen te vinden zijn bij embryonale chimaeriformen. Een ander goed bewaard gebleven exemplaar, USNM 22577+494391 (het 'Sweetwood-exemplaar'), heeft aangetoond dat het binnenoppervlak van het palatoquadratum bedekt was met talloze kleine (~ twee millimeter brede) tanden. De palatoquadrate tanden waren laag en afgerond en vormden een 'plaveisel' dat tegen de tandkrans schraapte. Van achteren gezien vormt het palatoquadratum een gepaard kaakgewricht met het Meckel's kraakbeen. Er is geen bewijs voor een articulatie tussen het palatoquadratum en de hyomandibula.
Het kraakbeen van Meckel heeft een extra uitsteeksel vlak voor het gewricht met het palatoquadratum. Dit extra uitsteeksel, uniek voor Helicoprion, diende waarschijnlijk om de sluiting van de kaak te beperken om te voorkomen dat de krans het chondrocranium doorboort. Een ander uniek kenmerk van Helicoprion is dat het geconserveerde labiale kraakbeen een synchondrose (gefuseerd gewricht) vormt met het bovenoppervlak van het Meckelse kraakbeen. Dit gewricht wordt mogelijk gemaakt via een lang facet aan de bovenrand van het kraakbeen van Meckel. Het labiale kraakbeen biedt zijdelingse steun aan de tandkrans en wordt breder bij de wortel van elke volutie. Door in het palatoquadratum te wiggen terwijl de mond gesloten is, helpt de bovenrand van het labiale kraakbeen om de krachten te verspreiden die worden gebruikt om de omvang van de kaaksluiting te beperken. Het achterste deel van het labiale kraakbeen heeft een komvormige vorm en beschermt de zich ontwikkelende wortel van de laatste en jongste volutie.

### Schubben
Tandachtige chondricthyide schubben, specifiek bekend als odontodes, zijn gevonden in verband met overblijfselen van Helicoprion bessonowi in Kazachstan. Ze lijken in grote lijnen op schubben van andere eugeneodontiden zoals Sarcoprion en Ornithoprion. De schubben hebben een dopvormige basis met een concaaf ondervlak. De kronen zijn kegelvormig en bedekt met getande longitudinale richels. De schubben kunnen monodontode zijn (met één kroon per basis) of polyodontode (met een bundel van meerdere kronen die het resultaat zijn van de versmelting van verschillende odontodes tot een grotere structuur). In vergelijking met andere eugeneodonten zijn de schubben van Helicoprion sterker puntig.

## Paleobiologie
De ongebruikelijke zaagachtige tandwerveling en het gebrek aan slijtage aan de tanden van Helicoprion impliceert een dieet van prooien met een zacht lichaam, aangezien prooien met een harde schaal gewoon uit de mond zouden glippen. Vanwege de smalle aard van de kaak is het onwaarschijnlijk dat zuigvoeding effectief is geweest, en men denkt dat Helicoprion een bijtvoeder was. Biomechanische modellering door Ramsay et al. (2015) suggereren dat de tanden in de krans verschillende functies hadden, afhankelijk van waar ze zich in de spiraal bevonden. De voorste tanden dienden om de prooi verder in de mond te haken en te trekken, terwijl de middelste tanden en de achtertanden dienden om de prooi door te prikken en verder in de keel te brengen, waarbij de prooi tussen de krans en de twee helften van het palatoquadratum werd geperst. Het labiale kraakbeen diende om de krans te ondersteunen.
Helicoprion begon mogelijk met een grote opening tijdens de eerste prooivangst, gevolgd door kleinere cycli van het openen en sluiten van de kaken om de prooi verder in de mond te transporteren, zoals wordt gedaan door moderne bijtende haaien. Terwijl moderne haaien hun koppen heen en weer schudden om het zagen en snijden van hun prooi te vergemakkelijken, zouden de tanden van Helicoprion de prooi waarschijnlijk verder snijden tijdens het openen van de kaak, vanwege het boogachtige pad van de voortanden, vergelijkbaar met de snijdende beweging van een mes. Helicoprion gebruikte waarschijnlijk een reeks snelle, krachtige kaaksluitingen om prooien aanvankelijk dieper in de mondholte te vangen en te duwen, gevolgd door cyclisch openen en sluiten van de kaak om het doorzagen van prooien te vergemakkelijken.
Ramsay en collega's suggereerden verder dat de krans had kunnen dienen als een effectief mechanisme voor het ontschillen van koppotigen met harde dop, zoals ammonoïden en nautiloïden, die overvloedig aanwezig waren in de vroege oceanen van het Perm. Als een koppotige met harde schaal frontaal werd gebeten, was het mogelijk dat de werveling had kunnen dienen om het zachte lichaam uit de schaal en in de mond te trekken. Tijdens het sluiten van de kaak, combineerden de palatoquadraten en de tandkrans zich tot een driepuntssysteem, gelijk aan de opstelling van een omgekeerde driepuntsbuigtest. Dit systeem was effectief in het vangen en vasthouden van zachte delen om de snijefficiëntie te vergroten en een hefboomeffect te bieden tegen prooien met een harde schaal. Op de drie contactpunten varieert de geschatte bijtkracht tussen 1.192 en 2.391 newton, met geschatte bijtspanningen variërend van 397 tot 797 miljoen N/m2 tijdens het eerste prooicontact. Door deze grote bijtkracht kon Helicoprion zijn dieet mogelijk uitbreiden naar gewervelde dieren, aangezien zijn kaakapparaat meer dan in staat was om skeletelementen van ongepantserde beenvissen en andere chondrichthyiden door te snijden.

## Classificatie
Schedelgegevens van IMNH 37899 onthullen verschillende kenmerken, zoals een autodiastilische kaakophanging zonder een geïntegreerde hyomandibula, die de plaatsing van Helicoprion in de chondrichthyide subgroep Euchondrocephali bevestigen. In tegenstelling tot hun zustergroep Elasmobranchii (met echte haaien, roggen en verwanten), zijn euchondrocephaliden in de eerste plaats een uitgestorven groep. Levende leden van Euchondrocephali worden uitsluitend vertegenwoordigd door de orde Chimaeriformes in de subklasse Holocephali. Chimaeriformen, algemeen bekend als chimaera's of katvissen, zijn een kleine en gespecialiseerde groep zeldzame diepzeekraakbeenvissen. De verwantschap tussen Helicoprion en levende chimaera's is erg ver weg, maar werd eerder vermoed op basis van details van de tandanatomie.
Meer specifiek kan Helicoprion worden gekenmerkt als een lid van Eugeneodontida, een orde van haaiachtige euchondrocephaliden die leefden van het Devoon tot het Trias. Eugeneodonten hebben eenvoudige, autodiastilische schedels met verminderde marginale dentitie en vergrote kransen van bladachtige symphysiale tanden op de middenlijn van de kaak. Binnen Eugeneodontida wordt Helicoprion geplaatst binnen Edestoidea, een groep eugeneodonten met bijzonder lange en schuine symphysiale tanden. Leden van de Edestoidea zijn verdeeld in twee families op basis van de stijl van het gebit. Eén familie, de Edestidae, heeft relatief korte tandbladen met naar achteren hellende wortels.
De andere familie, die Helicoprion bevat, wordt soms Agassizodontidae genoemd, gebaseerd op het geslacht Agassizodus. Andere auteurs geven echter de voorkeur aan de familienaam Helicoprionidae, die voor het eerst zeventig jaar vóór Agassizodontidae werd gebruikt. Helicoprioniden (of agassizodontiden) hebben grote, door kraakbeen ondersteunde kransen met sterk gebogen vormen. Helicoprioniden werpen hun tanden niet af; in plaats daarvan voegen hun tandkransen voortdurend nieuwe tanden toe met naar voren hellende basissen aan de bovenkant van de krans. Aangezien de meeste eugeneodonten zijn gebaseerd op fragmentarische tandresten, blijven concrete fylogenetische verwantschappen binnen de groep onduidelijk.

## Geschiedenis en soorten
Drie soorten Helicoprion worden momenteel als geldig beschouwd via morfometrische analyses, die verschillen in de verhoudingen van de bovenste, middelste en onderste delen van de tandkroon. Deze verschillen zijn alleen zichtbaar bij volwassen individuen na de 85e tand van de spiraal.

### Helicoprion davisiien synoniemen
Het eerste benoemde exemplaar van Helicoprion was WAMAG 9080, een vijftien-tands fragment van een tandkrans, gevonden langs een zijrivier van de Gascoyne-rivier in West-Australië. Henry Woodward beschreef het fossiel in 1886 en noemde het de soort Edestus davisii, ter nagedachtenis aan de man die het ontdekte. Bij het benoemen van Helicoprion bessonowi in 1899, wees Alexander Karpinsky Edestus davisii opnieuw toe aan Helicoprion. In 1902 verwees Charles R. Eastman Helicoprion davisii naar zijn nieuwe geslacht Campyloprion, maar dit voorstel werd nooit algemeen aanvaard. Karpinsky's identificatie van Edestus davisii als een soort van Helicoprion zou uiteindelijk worden bevestigd door Curt Teichert, die eind jaren dertig nog meer complete tandkransen beschreef uit de Wandagee-formatie van West-Australië.
In 1907 en 1909 beschreef Oliver Perry Hay een nieuw geslacht en soort eugeneodont, Lissoprion ferrieri, op basis van talloze fossielen gevonden in de fosfaatrijke Phosphoria-formatie op de grens tussen Idaho en Wyoming. Hij synoniemiseerde ook Helicoprion davisii met zijn nieuwe geslacht en soort. Karpinsky scheidde de twee soorten echter opnieuw en bracht ze in 1911 over naar Helicoprion. Helicoprion ferrieri werd aanvankelijk gedifferentieerd met behulp van de metriek van tandhoek en hoogte, maar Tapanila en Pruitt (2013) beschouwden deze kenmerken als intraspecifiek variabel. Als gevolg hiervan wezen ze Helicoprion ferrieri opnieuw toe als een jonger synoniem van Helicoprion davisii. Buiten de Phosphoria-formatie zijn er ook exemplaren van Helicoprion davisii gevonden in Mexico, Texas en Canada (Nunavut en Alberta). Helicoprion davisii wordt gekenmerkt door zijn lange en ver uit elkaar geplaatste tandkransen, die met de leeftijd meer uitgesproken worden. De tanden buigen ook merkbaar naar voren.
In een publicatie uit 1939 beschreef Harry E. Wheeler twee nieuwe soorten Helicoprion uit Californië en Nevada. Een daarvan, Helicoprion sierrensis, werd beschreven aan de hand van een exemplaar (UNMMPC 1002) gevonden in glaciale stuwwalafzettingen in Oost-Californië, waarschijnlijk afkomstig uit de Goodhue-formatie. Tapanila en Pruitt stelden vast dat het onderscheidende schachtbereik van Helicoprion sierrensis ruimschoots binnen de variatie lag die wordt aangetroffen bij Helicoprion davisii.
Helicoprion jingmenense werd in 2007 beschreven vanuit een bijna complete tandkrans (YIGM V 25147) met meer dan vier voluties over een deel en een tegenhanger. Het werd ontdekt tijdens de aanleg van een weg die door de Qixia-formatie uit het Vroeg-Perm van de provincie Hubei in China liep. Het exemplaar lijkt erg op Helicoprion ferrieri en Helicoprion bessonowi, hoewel het van de eerste verschilt door tanden te hebben met een breder snijblad en een kortere samengestelde wortel, en verschilt van de laatste door minder dan negenendertig tanden per volutie te hebben. Tapanila en Pruitt voerden aan dat het specimen gedeeltelijk werd verduisterd door de omringende matrix, wat resulteerde in een onderschatting van de tandhoogte. Rekening houdend met intraspecifieke variatie, synoniemen ze het met Helicoprion davisii.

### Helicoprion bessonowien synoniemen
Helicoprion bessonowi werd voor het eerst benoemd in een monografie uit 1899 door Alexander Karpinsky. Hoewel het niet de eerste Helicoprion-soort was die werd benoemd, was het wel de eerste bekende van complete tandkransen, wat aantoonde dat Helicoprion verschilde van Edestus. Dientengevolge dient Helicoprion bessonowi als de typesoort voor Helicoprion. Helicoprion bessonowi is voornamelijk gebaseerd op een aantal exemplaren uit de kalksteen van het Artinskien van de Divya-formatie, in het Oeralgebergte in Rusland. Exemplaren van Helicoprion bessonowi zijn ook bekend uit de Tanukihara-formatie van Japan en lagen uit het Artinskien in Kazachstan. Het kan worden onderscheiden van andere Helicoprion-soorten door een korte en nauw uit elkaar geplaatste tandkrans, naar achteren gerichte tandpunten, stomp gehoekte tandbases en een consistent smalle kransschacht.
Een van de twee Helicoprion-soorten beschreven door Wheeler in 1939, Helicoprion nevadensis, is gebaseerd op een enkel gedeeltelijk fossiel dat in 1929 door Elbert A. Stuart in een mijn in Nevada is gevonden. Dit fossiel, UNMMPC 1001, is verloren gegaan. Er werd gemeld dat het afkomstig was van de Rochester Trachyte-afzettingen, waarvan Wheeler dacht dat het uit het Artinskien was. De Rochester Trachyte is echter in feite Trias, en Helicoprion nevadensis is waarschijnlijk niet afkomstig uit de Rochester Trachyte, waardoor de ware leeftijd onbekend is. Wheeler onderscheidde Helicoprion nevadensis van Helicoprion bessonowi door zijn patroon van kransuitbreiding en tandhoogte, maar Leif Tapanila en Jesse Pruitt toonden in 2013 aan dat deze consistent waren met Helicoprion bessonowi in het ontwikkelingsstadium dat het exemplaar vertegenwoordigt.
Gebaseerd op losse tanden en gedeeltelijke kransen, gevonden op het eiland Spitsbergen, Noorwegen, werd Helicoprion svalis benoemd in 1970 door Stanisław Siedlecki. Het type-exemplaar, een zeer grote krans met exemplaarnummer PMO A-33961, stond bekend om zijn smalle tanden die blijkbaar geen contact met elkaar hebben. Volgens Tapanila en Pruitt lijkt dit echter een gevolg te zijn van het feit dat alleen het centrale deel van de tanden behouden blijft. Aangezien de wervelschacht gedeeltelijk verborgen is, kan Helicoprion svalis niet definitief worden toegewezen aan Helicoprion bessonowi, maar het benadert de laatstgenoemde soort in veel aspecten van zijn verhoudingen. Met een maximale volutiehoogte van tweeënzeventig millimeter is Helicoprion svalis qua grootte vergelijkbaar met de grootste Helicoprion bessonowi, die een maximale volutiehoogte van zesenzeventig millimeter heeft.

### Helicoprion ergassaminon
Net als Helicoprion davisii is Helicoprion ergassaminon bekend uit de Phosphoria-formatie van Idaho. Het is echter relatief veel zeldzamer. Helicoprion ergassimon werd benoemd en in detail beschreven in een monografie uit 1966 door Svend Erik Bendix-Almgreen. Het holotype-exemplaar ('Idaho 5'), nu verloren gegaan, vertoonde breuk- en slijtagesporen die wezen op het gebruik ervan bij het voeren. Helicoprion ergassimon wordt ook vertegenwoordigd door verschillende andere exemplaren uit de Phosphoria-formatie, hoewel geen van deze slijtagesporen vertoont. Deze soort bevindt zich ongeveer tussen de twee contrasterende vormen die worden vertegenwoordigd door Helicoprion bessonowi en Helicoprion davisii, met lange maar smal uit elkaar geplaatste tanden. Zijn tanden zijn ook licht gebogen, met stomp gehoekte tandbases.

### Ander materiaal
Verschillende grote kransen zijn moeilijk toe te wijzen aan een bepaalde soortgroep, waaronder Helicoprion svalis. IMNH 14095, een exemplaar uit Idaho, lijkt op Helicoprion bessonowi, maar heeft unieke flensachtige randen aan de toppen van zijn tanden. IMNH 49382, ook uit Idaho, heeft de grootste bekende kransdiameter van zesenvijftig centimeter voor de buitenste beweging (de enige bewaard gebleven), maar is onvolledig bewaard gebleven en nog gedeeltelijk begraven. Helicoprion mexicanus, benoemd door F.K.G. Müllerreid in 1945, werd vermoedelijk onderscheiden door zijn tandversiering. Het holotype ontbreekt momenteel, hoewel de morfologie vergelijkbaar was met die van IMNH 49382. Bij gebrek aan ander materiaal is het momenteel een nomen dubium. Vladimir Obruchev benoemde Helicoprion karpinskii vanaf twee tanden in 1953. Hij leverde geen onderscheidende kenmerken voor deze soort, dus het moet als een nomen nudum worden beschouwd. Er zijn verschillende andere onbepaalde exemplaren van Helicoprion beschreven uit Canada, Japan, Laos, Idaho, Utah, Wyoming en Nevada.
In 1922 benoemde Karpinsky de nieuwe soort Helicoprion ivanovi uit lagen uit het Gzhelien (Laat-Carboon) in de buurt van Moskou. Deze soort is later echter uit Helicoprion verwijderd en als tweede soort van de verwante eugeneodont Campyloprion geplaatst.

### Historische reconstructies

#### Vroegste reconstructies
Hypothesen voor de plaatsing en identiteit van de tandkransen van Helicoprion waren controversieel vanaf het moment dat het werd ontdekt. Woodward (1886), die de eerste bekende fossielen van Helicoprion naar Edestus verwees, besprak de verschillende hypothesen met betrekking tot de aard van Edestus-fossielen.
Joseph Leidy, die Edestus vorax oorspronkelijk benoemde, voerde aan dat ze de kaken van 'plagiostomeuze' (chondrichthyide) vissen vertegenwoordigden. William Davies was het daarmee eens en vergeleek het specifiek met de kaken van Janassa bituminosa, een petalodont uit het Perm. Aan de andere kant suggereerde J.S. Newberry dat de kaakachtige fossielen verdedigingsstekels waren van een draadrogachtige vis. Woodward vestigde zich uiteindelijk op Edward.Drinker Cope's argument dat ze borstvinstekels vertegenwoordigden van vissen vergelijkbaar met Pelecopterus (nu bekend als Protosphyraena).
Karpinsky's monografie uit 1899 over Helicoprion merkte op dat de bizarre aard van de tandkrans het moeilijk maakte om precieze conclusies te trekken over de functie ervan. Hij suggereerde voorzichtig dat het uit de bovenkaak zou opkrullen voor defensieve of offensieve doeleinden. Dit werd gerechtvaardigd door vergelijking met de bovenste tandbladen van Edestus, die in 1899 opnieuw waren geëvalueerd als structuren die tot de kaak behoorden.
Debatten over de identiteit van de tandkrans van Helicoprion waren overvloedig in de jaren na Karpinsky's monografie. In 1900 werd de publicatie beoordeeld door Charles Eastman, die de krant als geheel waardeerde, maar de schets van de veronderstelde levenspositie van de krans bespotte. Hoewel Eastman toegaf dat de tanden van de krans erg leken op die van andere chondrichthyiden, steunde hij nog steeds het idee dat de krans mogelijk een verdedigingsstructuur was die in het lichaam van het dier was ingebed, in plaats van in de mond. Kort na zijn oorspronkelijke monografie publiceerde Karpinsky het argument dat de krans een gekrulde, met schubben bedekte staart vertegenwoordigde die leek op die van Hippocampus (zeepaardjes). Dit voorstel kreeg meteen kritiek van verschillende onderzoekers. E. Van den Broeck merkte de kwetsbaarheid van de structuur op en voerde aan dat deze het best beschermd was als een gepaard voedingsapparaat in de wang van het dier. A.S. Woodward (niet verwant aan Henry Woodward) volgde deze suggestie met de hypothese dat elke krans een tandbatterij vertegenwoordigde van een gigantische haai. G. Simoens illustreerde de verschillende voorstellen van Karpinsky en gebruikte histologische gegevens om onvermurwbaar te beweren dat de kransen getande structuren waren die in de mond waren geplaatst. In 1911 illustreerde Karpinsky de kransen als componenten van de rugvinnen. Reconstructies vergelijkbaar met die van Karpinsky (1899) waren pas in 2001 gebruikelijk in Russische publicaties.

#### Latere reconstructies
Tegen het midden van de 20e eeuw werd algemeen aanvaard dat de tandkrans zich in de onderkaak van het dier bevond. Hoewel dit algemene standpunt vrijwel onmiddellijk in de nasleep van Karpinsky's monografie werd vermoed, werd het pas halverwege de 20e eeuw als zodanig geïllustreerd. Rond die tijd schilderde een kunstenaar die alleen bekend staat als 'F. John' Helicoprion af in een set Tiere der Urwelt ruilkaarten. Hun reconstructie presenteerde de tandkrans als een externe structuur die vanuit de onderkaak van het dier naar beneden krulde. Soortgelijke neerwaartse reconstructies zijn ook gemaakt door moderne paleontologen en kunstenaars zoals John A. Long, Todd Marshall en Karen Carr. Het nut van de tandkrans bij dit type reconstructie werd afgeleid op basis van zaagvissen, die prooien uitschakelen via zijwaartse slagen van hun met tandbeen bedekte snuiten.
Informatie over de positie van eugeneodonte tandkransen werd ondersteund door twee belangrijke publicaties in 1966. De eerste was Rainer Zangerls beschrijving van een nieuwe eugeneodont, Ornithoprion uit het Carboon. Dit taxon had een zeer gespecialiseerde schedel met een kleine tandkrans in een symphysiale positie, d.w.z. in het midden van de basis van de onderkaak. Hoewel destijds ook schedelmateriaal was gerapporteerd van Sarcoprion en Fadenia, was Ornithoprion de eerste eugeneodont waarvan de schedel in detail werd beschreven.
De andere publicatie was de monografie van Bendix-Almgreen over Helicoprion. Zijn onderzoek herinterpreteerde de tandkrans als een symphyseale structuur die ingeklemd zat tussen het kraakbeen van Meckel, die gescheiden waren door een opening aan de voorkant. Een paar kraakbeenlussen, de symphyseale crista, lijkt zich te ontwikkelen als een gepaarde verlenging van de kaaksymfyse waar de kraakbeenderen van Meckel aan de achterkant van de kaak samenkomen. Elke lus buigt omhoog voordat hij weer naar binnen krult, over de wortel van de tandkrans. De grootste en jongste tanden vormen zich aan de symphysis nabij de achterkant van de kaak. Na verloop van tijd worden ze langs de symphyseale crista gedragen, spiraalvormig naar voren, dan naar beneden en naar binnen. De reeks tanden stapelt zich op tot een spiraalvormige structuur, die is gehuisvest in de holte die wordt gedefinieerd door de symphyseale crista. De laterale en onderste randen van de tandkrans zouden tijdens het leven door de huid zijn verduisterd. Volgens Bendix-Almgreen was het meest waarschijnlijke gebruik van de tandkrans als hulpmiddel om prooien tegen de bovenkaak te scheuren en te snijden.
In het boek Planet Ocean: A Story of Life, the Sea, and Dancing to the Fossil Record uit 1994 beschrijven auteur Brad Matsen en kunstenaar Ray Troll een reconstructie op basis van de informatie die is verzameld door Bendix-Almgreen (1966). Ze stelden voor dat er geen tanden in de bovenkaak van het dier aanwezig waren, behalve plettende tanden waar de krans tegenaan kon snijden. De twee stelden zich voor dat het levende dier een lange en zeer smalle schedel zou hebben, waardoor een lange neus ontstond die leek op de huidige koboldhaai. Een leerboek uit 1996 van Philippe Janvier presenteerde een soortgelijke reconstructie, zij het met scherpe tanden aan de voorkant van de bovenkaak en rijen lage plettende tanden aan de achterkant van de kaak.
In 2008 creëerde Mary Parrish een nieuwe reconstructie voor de gerenoveerde Ocean Hall in het Smithsonian Museum of Natural History. Ontworpen onder leiding van Robert Purdy, Victor Springer en Matt Carrano, plaatst de reconstructie van Parrish de werveling dieper in de keel. Deze hypothese werd gerechtvaardigd door het argument dat de tanden zogenaamd geen slijtageplekken hadden, en de veronderstelling dat de krans een weerstandsverhogende uitstulping op de kin van het dier zou hebben veroorzaakt als deze in een symphysiale positie was geplaatst. Ze stelden zich de tandkrans voor als een structuur die was afgeleid van keeltanden en ontworpen om te helpen bij het slikken. Dit zou hypothetisch de nadelen tenietdoen die de tandkrans zou veroorzaken als deze verder naar voren in de kaak zou worden geplaatst. Deze reconstructie werd bekritiseerd vanwege het te ingewikkelde en mogelijk ondoelmatige ontwerp van een dergelijke structuur, als deze alleen werd gebruikt om het slikken te vergemakkelijken.
Lebedev (2009) vond meer steun voor een reconstructie vergelijkbaar met die van Bendix-Almgreen (1966) en Troll (1994). Een tandkrans gevonden in Kazachstan bewaarde radiale krassen; de krans werd ook gevonden in de buurt van verschillende brede knobbelige tanden, vergelijkbaar met die van de vermeende caseodontoïde Campodus. De reconstructie van Lebedev toonde een door kraakbeen beschermde tandkrans in een symphysiale positie aan de voorkant van de lange onderkaak. Als de mond gesloten was, zou de tandkrans in een diepe longitudinale zak op de bovenkaak passen. Zowel de zak in de bovenkaak als de randen van de onderkaak zouden zijn bekleed met dichte rijen Campodus-achtige tanden. Dit was vergelijkbaar met de situatie die werd gemeld bij verwante helicoprioniden zoals Sarcoprion en Agassizodus. Wat de ecologie van Helicoprion betreft, werd deze vergeleken met de huidige walvisachtigen zoals Physeter (de potvis), Kogia (dwergpotvissen), Grampus (Risso's dolfijn) en Ziphius (Cuvier's spitssnuitdolfijn). Deze vis- en inktvisetende zoogdieren hebben een verminderd gebit, vaak beperkt tot het puntje van de onderkaak. De reconstructie van Lebedev benadert de moderne opvattingen over de anatomie van Helicoprion, hoewel de hypothetische lange kaak en het Campodus-achtige laterale gebit zijn vervangen door CT-gegevens.